# Раки-отшельники (семейство)
Раки-отшельники (лат. Paguridae) — семейство десятиногих раков из одноимённого надсемейства (Paguroidea).

## Описание
Представители семейства Paguridae подобны ракам семейства Diogenidae, однако у них, в отличие от Diogenidae, правая клешня крупнее левой. Большая часть представителей от более чем 550 видов ракообразных, входящих в это семейство, меньшие по величине, нежели их сородичи из семейства Diogenidae. Обитают по всему Мировому океану, как в тропических и субтропических, так и в умеренных широтах, как в прибрежной зоне, так и на значительных глубинах.
К семейству Paguridae, в частности, относятся рак-отшельник обыкновенный, обитающий в Северной Атлантике, Северном и Балтийском морях; Pagurus prideaux, живущий в прибрежных водах Европы от Норвегии и до Средиземноморья в симбиозе с морским анемоном Adamsia palliata; Pylopagurus discoidalis, обитающий вдоль атлантического побережья Северной Америки в раковинах моллюсков-лопатоногих. Особенно интересны представители рода Paguritta. Эти мелкие рачки-отшельники обитают в раковинах червей-серпулид среди коралловых рифов и питаются планктоном, которых схватывают своими «ветвистыми» антеннами.

## Классификация
Раки семейства Paguridae подразделяются на следующие роды:
- Agaricochirus McLaughlin, 1981
- Anapagrides de Saint Laurent-Dechancé, 1966
- Anapagurus Henderson, 1886
- Anisopagurus McLaughlin, 1981
- Catapaguroides A. Milne-Edwards & Bouvier, 1892
- Catapagurus A. Milne-Edwards, 1880
- Discorsopagurus McLaughlin, 1974
- Elassochirus Benedict, 1892
- Enallopaguropsis McLaughlin, 1981
- Enneobranchus García Gómez, 1988
- Goreopagurus McLaughlin, 1988
- Haigia McLaughlin, 1981
- Iridopagurus de Saint Laurent-Dechancé, 1966
- Labidochirus Benedict, 1892
- Manucomplanus McLaughlin, 1981
- Micropagurus McLaughlin, 1986
- Nematopaguroides Forest & de Saint Laurent, 1968
- Nematopagurus A. Milne-Edwards and Bouvier, 1892
- Orthopagurus Stevens, 1927
- Ostraconotus A. Milne-Edwards, 1880
- Pagurixus Melin, 1939
- Pagurus Fabricius, 1775
- Parapagurodes McLaughlin & Haig, 1973
- Phimochirus McLaughlin, 1981
- Propagurus McLaughlin & de Saint Laurent, 1998
- Pygmaeopagurus McLaughlin, 1986
- Pylopaguropsis Alcock, 1905
- Pylopagurus A. Milne-Edwards & Bouvier, 1891
- Rhodochirus McLaughlin, 1981
- Solenopagurus de Saint Laurent, 1968
- Tomopaguropsis Alcock, 1905
- Tomopagurus A. Milne-Edwards & Bouvier, 1893
- † Palaeopagurus Van Straelen, 1925[2]